# Bobangi (langue)
Pour les articles homonymes, voir Bangi et Bobangi (homonymie).
Le bobangi (ou bangi) est une langue bantoue parlée au nord et au sud du confluent entre le fleuve Congo et l’Ubangi, de Mbandaka à Bolobo, autant au Congo-Kinshasa qu'au Congo-Brazzaville. C’est la langue des Bobangis.
Le bobangi  est majoritairement la base lexicale du lingala, langue nationale  en République démocratique du Congo et en République du Congo,,,.

## Nom
L’autonyme du bobangi est bobangi,.

## Répartition géographique
Le bobangi est parlé dans les territoires de Bolobo et Yumbi dans la province du Mai-Ndombe, et aussi dans le territoire de Bomongo dans la province de l’Équateur dans plusieurs villages de l’embouchure de l’Ubangi jusqu’à l’embouchure de la Ngiri.

## Dialectes
L’Atlas linguistique d’Afrique centrale dénombre les variantes et dialectes du bobangi suivants[réf. à confirmer] :
- bonga ;
- likuba ;
- likwala (likouala) ;
- moyi/ moye ;
- lokonga ;
- mpama ;
- losonia ;
- nunu-bobangi.

## Phonologie
L’inventaire des phonèmes ,,
Les voyelles
|           | Antérieur | Postérieur |
| Fermé     | i         | u          |
| Mi-fermé  | e         | o          |
| Mi-ouvert | ɛ         | ɔ          |
| Ouvert    | a         |            |

Les consonnes 
|               | bilabiale | bilabiale | coronale | coronale | palatale | vélaire | vélaire | labiée vélaire |
| occlusive     | p         | b         | t        | t        |          | k       |         |                |
| nasales       |           | m         | n        | n        | ny mw    |         |         |                |
| fricatives    |           |           | s        | s        |          |         |         |                |
| liquides      |           |           | l        | l        |          |         |         |                |
| affriquées    |           |           | t͡s       | d͡z       |          |         |         |                |
| prénasalisées | mp        | mb        | nt / nt͡s | nd       |          | ŋk      | ŋg      | ŋgb/ ŋgw       |
| glides        |           | w         |          |          | y        |         |         |                |

Le /d/ et /g/ sont absentes dans la langue, ils n’apparaissent en surface que sous la forme prénasalisée nd et ŋg.
Le /y/ et le / d͡z / sont les allophones du phonème [y]
La consonne complexe /nt͡s/ est souvent écrit /ns/ ou /nc/

Les consonnes complexes prénasalisées,
En général, le /ŋgw/ et /ŋgb/ ne sont pas contrastifs, ils sont en variation allophonique libre :
liŋgwanda et liŋgbanda ‘sous-vêtement’
ŋgbɛndɛ́ et ŋgwɛndɛ́ ‘chaise, trône’
ŋgbí et ŋgwí: solide, fort, résistant 
ny : nyama ‘viande, animal’, nyambé ‘Dieu’, nyɛí ‘excréments’, nyaŋgó ‘mère’, 
mb : mbálá ‘tubercule’; mbóka ‘pays/village’ mbɛbu ‘levre’; mbíla ‘palmier’; mbúlá ‘pluie’, mbyɛlí ‘couteau’.
mp : mpámba ‘rien’; mpela ‘saison de pluies’; mpɛ́mbɛ́ ‘blanc/transparent’; mpíko ‘courrage/hardiesse’; mpómbá ‘ainé’, mpósá ‘désir’, mpótá ‘blessure’; mpumpu ‘blancheur’.
ŋg: ŋgámbo ‘la rive’; ŋganda ‘camp/refuge’; ŋgɛlɛ́ ‘sud’; ŋgúlu ‘porc’, ŋgubá ‘bouclier’, ŋgɔ́mbɛ ‘bœuf/vache.  
nd: ndáko ‘maison’, ndelo ‘limite/frontière’; ndɛkɛ ‘oiseaux’; ndoí ‘homonyme’, ndímo ‘agrume’.
ŋk: ŋkándá ‘colère’; ŋkéma ‘singe’; ŋkómbó ‘sobriquet, ŋkɔ́kɔ ‘grand-parent/ancêtre; ŋkɛ́lɛ́lɛ́ ‘colère’; ŋkíŋgó ‘cou’; ŋkúmba ‘tortue’,
nt : ntaba ‘mouton’; ntɔ́ŋgɔ́ ‘matin’; ntína ‘raison/racine’; ntembe ‘défis’; ntómá ‘messager’, ntólo ‘poitrine’; ntuka ‘gage,/sécurité’.
nt͡s : ntsambo ‘sept’; ntsé ‘le sol, la terre’; ntséndé ‘épine’; ntsɛ́tɛ ‘clou’; ntsɔ́ni ‘la honte’, nstósó ‘coq, poule’; ntsú ‘poisson’.
nz: nzala la faim, nzélá, ‘route/chemin’, nzóku ‘éléphant’, nzóto ‘corps’; nzɛmbú ‘l’herbe’;  nzúngu ‘casserole’.
Le nz, tout comme en lingala, est prononcé /nd͡z/ 
mw : mwǎna ‘enfant’; mwésé ‘soleil/jour’; mwínda ‘lumière’. Le son mwu n’existe pas.
Les tons
Comme toutes les langues bantoues, le bobangi est une langue à ton. En bobangi, le ton est du type étymologique, car il détermine le sens de mots.
Le bobangi possède deux types de tons : 
1)     Les tons simples : Haut (montant) Bas (descendant)
2)     Les tons contours ou complexes : haut-bas (H-B) et bas-haut (B-H)
| H-B | traduction | B-H   | traduction |
| tɛ̂  | non        | yɔ̌    | toi        |
| mwâ | un peu     | mwǎsí | épouse     |

## Grammaire
Le tableau des classes nominales bantoues du bobangi
| Classes  | Préfixe | Singulier |                | Pluriel |
| 1 -2     | mo - ba | moto      | ‘humain’       | bato    |
| 1a -2    | ø - ba  | papá      | ‘papa’         | bapapá  |
| 3 -4     | mo – mi | mokili    | ‘monde/terre’  | mikili  |
| 5 - 6    | li – ma | litáma    | ‘joue’         | matáma  |
| 7 - 8    | e – bi  | elambá    | ‘vêtement’     | bilámbá |
| 9 -10    | N – N   | ndáko     | ‘maison’       | ndáko   |
| 9a – 10a | d͡z      | d͡zándo    | ‘marché’       | d͡zándo  |
| 11 - 10  | lo – N  | loyémbo   | ‘chanson’      | nzémbo  |
| 11 - 6   | lo – ma | lokolo    | ‘jambe’        | makolo  |
| 14 - 6   | bo – ma | botá      | ‘fusil’        | matá    |
| 14 - 10  | bo – N  | boyébí    | ‘connaissance’ | nzébí   |
| 14       | bo      | bolingo   | ‘amour’        | malingo |

La structure morphologique des noms
Nom avec la racine nominale
Exemple : un nom avec préfixe + racine nominale 
Racine nominale -lambá
| Singulier     | Pluriel        |
| e-lambá       | bi-lambá       |
| cl.7-vêtement | cl.8-vêtement  |
| vêtement’     | les vêtements’ |

Nom avec la racine verbale
Exemple 1) nom composé avec préfixe de classe + racine verbale + suffixe final
Racine verbale -tey- : ‘enseigner, instruire, conseiller’
| Singulier                | Pluriel                            |
| mo-téy-i                 | ba-téy-i                           |
| cl.1-enseinger-FIN       | cl.2-enseigner-FIN                 |
| ‘enseignant/prédicateur’ | ‘les enseignants/les prédicateurs’ |

Exemple 2) nom formé avec un préfixe de classe + racine verbale + extension verbale + suffixe final.
La racine -bik- (sauver) + l’extension verbale causatif -is-
| Singulier                                                                        | Pluriel                                                                   |
| mo-bik-is-i                                                                      | ba-bik-is-i                                                               |
| cl.1-durer-CAUS-FIN                                                              | cl.2-durer-CAUS-FIN                                                       |
| Le sauveur (celui qui fait en sorte que l’on dure longtemps, qui cause le salut) | Les sauveurs (ceux qui font en sorte que l’on dure, qui causent le salut) |

Les pronoms préfixes sujet
|                | Préfixes | Exemple | Traduction         |
| 1ère singulier | na-      | nalobí  | je parle           |
| 2ème singulier | o-       | oboyí   | tu as refusé       |
| 3ème singulier | a-       | abíní   | il/elle a dansé    |
| 3ème inanimé   | e-       | ebébí   | ça s’est abimé     |
| 1ère pluriel   | lo-      | loyóki  | nous avons entendu |
| 2ème pluriel   | bo-      | bolekí  | vous êtes passé    |
| 3ème pluriel   | ba-      | babetí  | ils ont frappé     |

Pronoms infixes objets
|               | Singulier | Pluriel |
| 1ère personne | -N-       | lo-     |
| 2ème personne | -ko-      | bo-     |
| 3ème personne | -mo-      | ba-     |

Exemple : le verbe -bɛ́t/- 'frapper'
a-m-bɛ́ti ‘il m’a frappé’
a-ko-bɛ́ti ‘il t’a frappé’ 
a-mo-bɛ́ti ‘il l’a frappé’
a-lo-bɛ́ti ‘il nous a frappé’
a-bo-bɛ́ti ‘il vous a frappé’
a-ba-bɛ́ti ‘il les a frappé’
Les pronoms indépendants /pronoms objets/ promons emphatiques
|               | Singulier |          | Pluriel |      |
| 1ère personne | ngáí      | moi      | bísó    | nous |
| 2ème personne | yó        | toi      | bínó    | vous |
| 3ème personne | yé/yéye   | lui/elle | bangó   | eux  |

Les interrogatifs
| ná   | qui                     |
| wǎni | où, quel lieu (locatif) |
| nko  | où, quel lieu (locatif) |
| nde  | quoi                    |
| bóní | comment                 |
| kwɛ́  | combien                 |

La négation
Les marqueurs de négation 
| tɛ́     | non, ne pas              |
| ká     | non, ne pas              |
| mpámba | rien                     |
| nyɛ́    | c’est fini, rien du tout |
| nyɔ́    | jamais, pas du tout      |
| kaní   | sinon (conditionnel)     |

Toutefois, tɛ́ demeure le marqueur de négation défaut dans la langue, il s’emploie presque dans tous les contextes syntaxiques.
Les extensions verbales du bantou
Aussi appelées morphèmes sémantiques, ces infixes en format VC s’insèrent entre la racine et la voyelle finale. Ils modifient le verbe. Il en existe 9 en bobangi/mangala :
·        -el- : applicative
ex. : pɛsɛ donner; pɛsɛlɛ́ ‘donner pour quelqu’un’
·        -is- : causative 1
     ex. : somba acheter sombisá faire acheter
·        -in͡y- : causatif 2 (pour les verbes se terminant par -ana/ene/ono)
    ex. : ningana bouger soi-même; ninginya faire bouger une personne
balangana disperser ; balinginya causer une propagation, une dispersion.
·        -im-/-em-/-am- : passif/statif
ex. : kanga fermer ; kangama être enfermé/être emprisonné
·        -bw- : passif/statif
                 ex. : bota naitre; botíbwí avoir été né
·        -an/en/on : réciproque 1
                 ex. : sɛpɛ se réjouir sɛpɛnɛ/sɛbɛnɛ s’entre-réjouir; célébrer ensemble.
·        -asana- : réciproque 2
ex. : linga aimer; lingasana s’entre aimer
       loba parler lobasana se parler, se réconcilier  
·        -ol : réversif
ex. : kunda enterrer, kundóla déterrer
·        -eŋ͡g : dynamique, répétitif, (toujours suivi de -an-, -en- ou -on-)
ex. : pele ne pas être sincère, faire des fausses promesses; pelengene être évasive, nier toujours ce qu’on a dit.
Les marqueurs temporels et aspectuels
1) -no- : infinitif/intentionnel
Le morphème-préfixe -no- indique l’intention, le but (mais pas la direction), il est attaché à un verbe non fini et doit être obligatoirement précédé un verbe conjugué.
ex. : nakí nosómbá elambá. Je vais acheter un vêtement/je vais pour acheter un vêtement
nakolingá nopɛ́sɛ́ yó mosɔ́lɔ. Je veux te donner de l’argent.
2) Les marqueurs infixes
Ces marqueurs sont insérés entre le pronom-préfixe et la racine pour marquer le temps ou l’aspect du verbe.
| -mó- | futur immédiat/proche | namóyá sika awa      | Je viens tout de suite                  |
| -kó- | futur éloigné         | nakóyá lobí          | Je viendrai demain                      |
| -ko- | progressif 1          | bato bakowá na nzala | Les gens meurent de faim                |
| -só- | progressif 2          | bato básówá na nzala | Le gens sont en train de mourir de faim |